# ホンダ・トランザルプ
トランザルプ （TRANSALP ）は、本田技研工業が1986年から製造・販売している、
市街地から高速道路・峠道・未舗装路までのオールラウンドでツーリングを快適に楽しめるように設計開発された大型のスポーツ・バイク。2012年のモデルで一旦販売が中断したが、2022年11月に2023年販売の新モデルが公式に発表された。（2023年新モデルも含めると）トランザルプは基本的には4世代ほどに分類することができ、排気量は最初は600ccクラス（後に、日本で例外的に400ccクラスも）その後650cc、その後700ccクラスのモデルが製造販売され、2022年11月にEICMA2022（ミラノショー）で755ccの新モデルが2023年モデルとして発表された。トランザルプに共通する特徴としては、舗装路での快適な乗り心地と不整地でのすぐれた操縦性を両立させるためのフレーム構造、オールラウンド向きのサスペンション構造（ストロークの比較的長い、つまり比較的大きく上下できるサスペンション）、高い空力特性や高速走行でのライダーの疲労軽減を実現する大型フェアリング（大型カウル）、使用頻度の高い中・低速域で特に扱いやすく力強い加速性能を発揮する出力特性を持つよう設計されたエンジンなどを挙げることができる。スペックについて言うと、第1〜3世代はエンジンは、水冷、4スト、52度V型2気筒OHCという特徴があり、変速機は5速であり、サスペンションは前輪がテレスコピックで後輪がプロリンク式スイングアームであった。2022年11月に発表された755ccの2023年モデルは、エンジンが並列・2気筒となっており、最高出力は 67.5 kW。→#車両解説 諸元
本田技研工業のオートバイのラインナップの中での位置づけとしては、1970年代半ばより製造販売していたXLシリーズに属する。
トランザルプは、近年の分類法では「デュアルパーパス（車）」に分類することが可能であるが、（トランザルプが最初に発売された当時は、そのような分類名はほぼ使われていなかったのであり）そうしたデュアル・パーパス車の先駆的なモデルのひとつとも評価されている。BikeBrosでは、755ccの2023年モデルは「アドベンチャーツアラー」と分類している。
※ （世界的に見ると、このオートバイがその本領を発揮できるような環境、広大な大陸にある国、地続きのまま国境を越えて発展途上国まで国々を渡るようにして旅を続けられ、その結果、街路や高速道路走行だけで済まず、ツーリングを続ければ必然的に未舗装路ばかりが続くような大地を数百km以上走らざるを得ないような道路事情に遭遇する人々の割合は世界的に見ると多いので）トランザルプは世界的には人気が高く、本来の設計意図に沿った排気量583ccや647ccが普及し、数度のモデルチェンジを実施しつつ2012年まで販売され続けたロングセラーである。だが（小さな島国で、かつ昭和時代に舗装道路がほぼ一般的になった）日本国内では1987年に排気量600㏄クラスの大型自動二輪車モデルが300台限定ならびに1992年から1996年にかけて、日本の法規事情に合わせて小排気量化させた400㏄クラスの普通自動二輪車モデルが販売されたに留まっていた。だが2023年モデルは日本にも導入されると発表された。

## 概要
トランザルプという商標にこめられた意味とその扱い

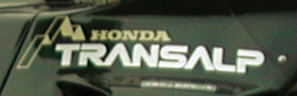
ロゴマークのTRANSALP

「トランザルプ」は英字ではTRANSALP （※）と綴られ、「アルプス越え」を意味する、とホンダのサイトでは解説されている。商標を分解すると「TRANS」+「ALP」（単数形、「S」無し）である。字句どおりに解釈すると、（スイスなどの）雪をかぶるほど標高の高い山を越えること。
世界向け輸出仕様ではXL+排気量+V TRANSALPでペットネームとして使用され、日本国内向け仕様ではTRANSALP+排気量+Vで車名として用いられた。
英語圏のオーナーたちからは、愛情を込めて「ALP アルプ」と短く呼ぶことも行われている。

### 開発の経緯
XLシリーズの大排気量モデルは、本モデル以前にXLV750R (RD01型)・XL600Rファラオ (PD04型) などが製造販売されていた。両モデルはオフロードでの走破性を重視したコンセプトとされたものの実際の市場では未舗装路走破性と高速巡航を両立させたツーリングマシンとして受け入れられたことから、ツーリング性能特化を追求したパワーユニットとウィンドプロテクションを向上させたモデルとして開発された。
開発にあたってはパリ - ダカール・ラリー（現・ダカール・ラリー）参戦用ワークスマシーンのNXR750で得た技術をフィードバックした。

### 各モデルの発売時期、販売時期
このオートバイの最大の市場であったヨーロッパでは、各モデルは以下のタイミングで発売された。
- XL600V 1986年～ （米国ではヨーロッパより3年遅れて1989年発売）
- XL650V 2000年～
- XL700V 2008年～2012年

ちなみにヨーロッパのトランザルプオーナーらの間では、XL600V, XL650V, XL700Vを、それぞれざっくりと「（トランザルプの）第一世代（1st generation)」「第二世代（2nd gen.）」「第三世代（3rd gen.）」などと呼ぶことも行なわれている。
なお製造国ではあるものの、このオートバイを販売する市場としてはかなりマイナーであった日本では以下の時期に発売、販売された。
- （世界共通モデルの）XL600V　1987年4月10日発売、ただしあくまで300台限定販売
- （日本専売の小排気量化モデルの）XL400V、1991年10月15日発売 ～1996年

そして2022年11月に発表された2023年モデルは XL750である。

## 車両解説
※本節では各モデル共通となるポイントについて解説を行う。また詳細スペックは後述する#諸元を参照のこと。
車体は、フレームをダブルクレードル型としており、本シリーズ最大の特徴ともいえるフルカウルを装着する。当初はサイドパネルと大きめのメーターバイザーを合わせた形状であったが、1994年モデル以降は、NXR750を参考にした燃料タンク一体型とされた。
サスペンションは、前輪がテレスコピック、後輪がプロリンク式スイングアームとし、タイヤはスポークホイールに90/90-21 54S（前）/130/80-17 65S（後）を装着するが、650・700モデルでは若干の変更を実施。またブレーキは前輪がローター径276mmでダブルピストンキャリパーとしたシングルディスク、後輪が機械式リーディングトレーリングとされたが、制動力不足から1991年モデルより後輪がローター径240mmのシングルディスクへ、1997年モデルより前輪がローター径256mmのダブルディスクへ変更された。
搭載されるエンジンは、全モデルとも水冷4ストロークSOHC52°バンクV型2気筒で、400・600モデルはブロスシリーズと、650・700モデルはNT650V/NT700V Deauvilleと基本設計を共用もしくは共通としており、スペックは輸出先諸国の事情・規制に合わせたため数種類が存在する。
- なおバルブについては、400・600・650モデルは吸気2・排気1の3バルブ[注 4]、700は吸気2・排気2の4バルブである。

燃料供給は、400・600・650モデルがケーヒン製キャブレター、700がPGM-FI電子式燃料噴射装置とされたほか、搭載されるマニュアルトランスミッションは5段である。
製造は浜松製作所で行われていたが、1996年にイタリア現地法人のホンダ・イタリア・インダストリアーレ（HONDA ITALIA INDUSTRIALE S.P.A.）へ、2002年以降はスペイン現地法人のモンテッサ・ホンダ（Montesa Honda S.A.）へ、さらに2010年には再びホンダ・イタリア・インダストリアーレへ移管された。
モデルコードは、XL+排気量+V+モデルイヤー識別符号となる。
| \| モデルイヤー \| 87 \| 88 \| 89 \| 90 \| 91 \| 92 \| 93 \| 94 \| 95 \| 96 \| 97 \| 98 \| 99 \| \| 識別符号 \| H \| J \| K \| L \| M \| N \| P \| R \| S \| T \| V \| W \| X \| \| モデルイヤー \| 00 \| 01 \| 02 \| 03 \| 04 \| 05 \| 06 \| 07 \| 08 \| 09 \| 10 \| 11 \| 12 \| \| 識別符号 \| Y \| 1 \| 2 \| 3 \| 4 \| 5 \| 6 \| 7 \| 8 \| 9 \| a \| b \| c \| \| ------------ \| -- \| -- \| -- \| -- \| -- \| -- \| -- \| -- \| -- \| -- \| -- \| -- \| -- \| |    |    |    |    |    |    |    |    |    |    |    |    |    |
| 備考 - モデルイヤー上段：上2桁は19 - モデルイヤー下段：上2桁は20 |    |    |    |    |    |    |    |    |    |    |    |    |    |
| モデルイヤー | 87 | 88 | 89 | 90 | 91 | 92 | 93 | 94 | 95 | 96 | 97 | 98 | 99 |
| 識別符号 | H  | J  | K  | L  | M  | N  | P  | R  | S  | T  | V  | W  | X  |
| モデルイヤー | 00 | 01 | 02 | 03 | 04 | 05 | 06 | 07 | 08 | 09 | 10 | 11 | 12 |
| 識別符号 | Y  | 1  | 2  | 3  | 4  | 5  | 6  | 7  | 8  | 9  | a  | b  | c  |

### モデル一覧
※本項では排気量別に、排気量が小さいほうから順に、解説を行う。

#### 398㏄モデル (日本専売モデル)
| （あくまで日本専売であり、他の地域では販売されなかった小排気量化モデルの）トランザルプ400V1992年モデル（左）1994年モデル（右）  |  | （あくまで日本専売であり、他の地域では販売されなかった小排気量化モデルの）トランザルプ400V1992年モデル（左）1994年モデル（右） |
| （あくまで日本専売であり、他の地域では販売されなかった小排気量化モデルの）トランザルプ400V 1992年モデル（左）1994年モデル（右） |  | |

型式名ND06。モデルコードXL400V。トランザルプ400Vの車名で1991年10月7日発表、同月15日発売。日本の免許制度の枠組みの中の中型限定自動二輪車運転免許（現・普通自動二輪車運転免許）でも運転できるように、との配慮のもとに、排気量を398㏄に縮小した日本国内専売モデルである。
搭載されるNC25E型エンジンはVDF1型キャブレターも含めブロスP-2と共用するが、点火装置がフルトランジスタ式からバッテリー式CDIへ変更された。
1994年2月24日発表、同年3月1日発売で、外装を変更するマイナーチェンジを実施。

#### 583㏄モデル

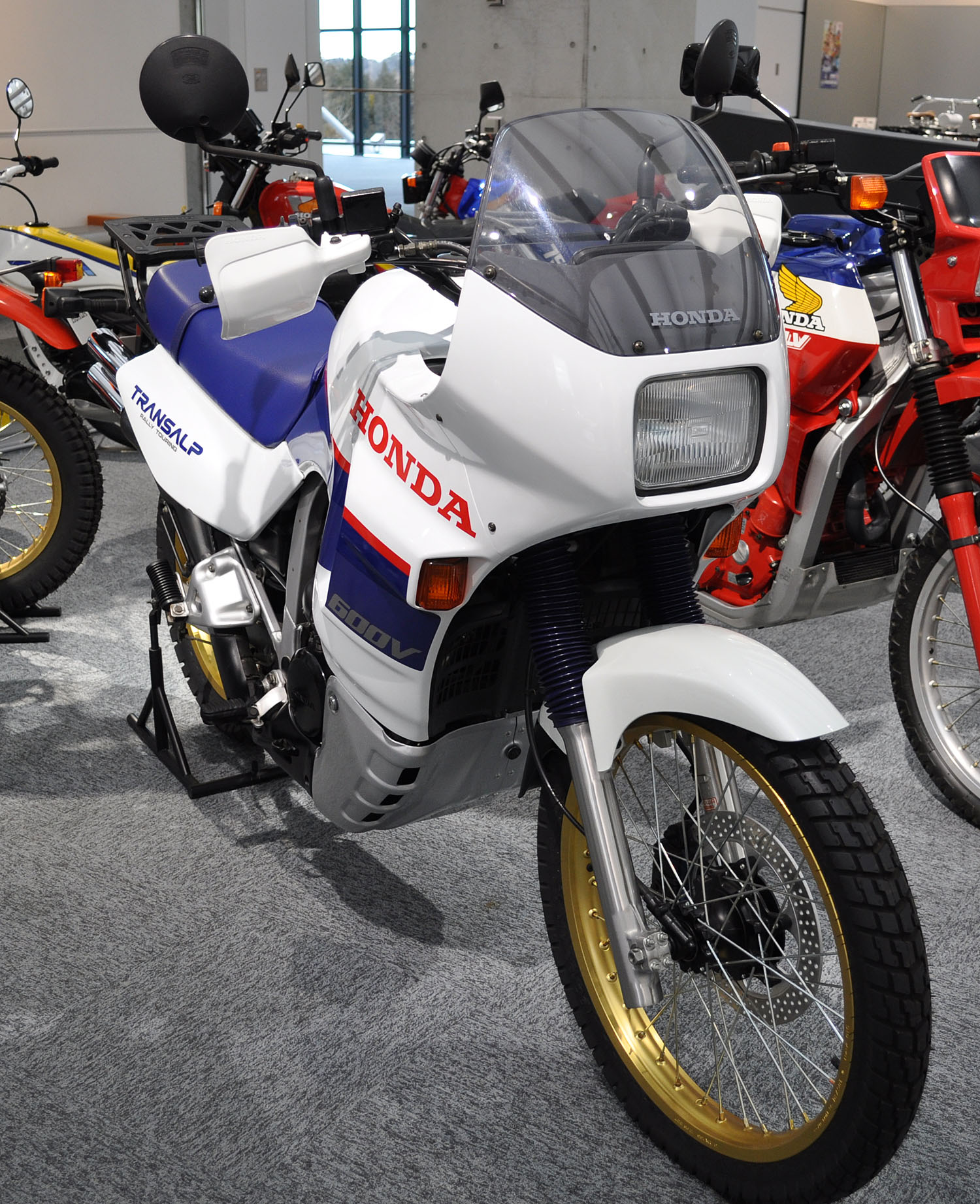
トランザルプ600V
ホンダコレクションホール所蔵車

型式名は初期モデルがPD06、外装を大幅に変更した1994年モデル以降がPD10。モデルコードXL600V。日本国内向け仕様はトランザルプ600Vの車名で1987年3月30日に同年4月10日より300台限定で発売することが発表された。
海外向け輸出仕様はXL600V TRANSALPの車名で主にヨーロッパ地区向けとされたが、1989年 - 1991年には北米地区向けにも輸出が行われた。
搭載されるPD06E型エンジンは、ブロスP-1用RC31E型の内径x行程：79.0x66.0（mm）から内径を75.0mmへ縮小ならびに圧縮比を9.4→9.2へ低下させ排気量を583㏄とした。
1994年に外装変更を行ったほか、後輪ディスクブレーキ化・前輪ダブルディスクブレーキ化などのマイナーチェンジを実施しながら1999年まで製造されたが、輸出仕向け地によるスペック、年式によって車高・最低地上高・車重などの若干の相違が存在する。

#### 647㏄モデル

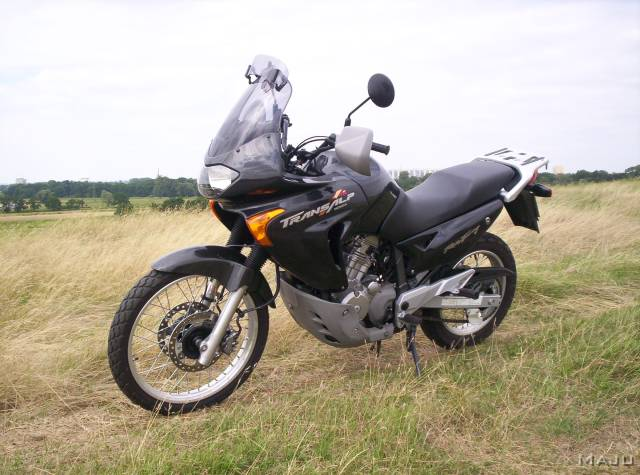
XL650V TRANSALP
2000年モデル（RD10型）

2000年から製造開始されたXL650V TRANSALPで型式名は初期モデルがRD10、スペイン生産となった2003年モデル以降がRD11。モデルコードXL650V。
XL600V TRANSALPからの変更点は、ヨーロッパ地区での自動車排出ガス規制への対応で触媒ならびに補器類による損失補填という観点からシリンダー内径を4.0mm拡大し79.0mmとし排気量を647㏄としたほか、フレーム・後輪サイズの120/90-17化によるリヤサスペンションユニット・ヘッドライト・カウルなどで、新たにシート下収納スペースと燃料計を新設した。
また、純正オプションで標準より30mm低くなるローダウンシートやパニアケースセットが設定されたほか、XLV600V同様に輸出仕向け地によるスペック、年式によって車高・最低地上高・車重などの若干の相違が存在する。

#### 680㏄モデル
| XL700V TRANSALP2008年モデルRD15型（左）2012年モデルRD15型（右）  |  | XL700V TRANSALP2008年モデルRD15型（左）2012年モデルRD15型（右） |
| XL700V TRANSALP 2008年モデルRD15型（左）2012年モデルRD15型（右） |  |                                                                 |

2008年から製造開始されたXL700V TRANSALPで型式名はスペイン生産モデル、イタリア生産となった2010年モデル共にRD15。モデルコードXL700V。
ヨーロッパ内の排出ガス規制EURO 3対応によるフルモデルチェンジで、シリンダー内径を81.0mmまで拡大し排気量を680㏄まで拡大し、さらに4バルブ化ならびに燃料供給をインジェクション化して対応させたNT700V Deauvilleに搭載されるRC52E型エンジンを共用するモデルである。また他には以下の変更を実施した。
- 前輪サイズを90/90-21から100/90-19へ変更しラジアルタイヤ化
- 後輪サイズを130/80-17へ変更しラジアルタイヤ化
- ABS装着モデルを新設
- オプションでシート高を20mm低下させるローダウンシートを設定

本モデルは2012年に生産終了となった。

#### 750㏄モデル

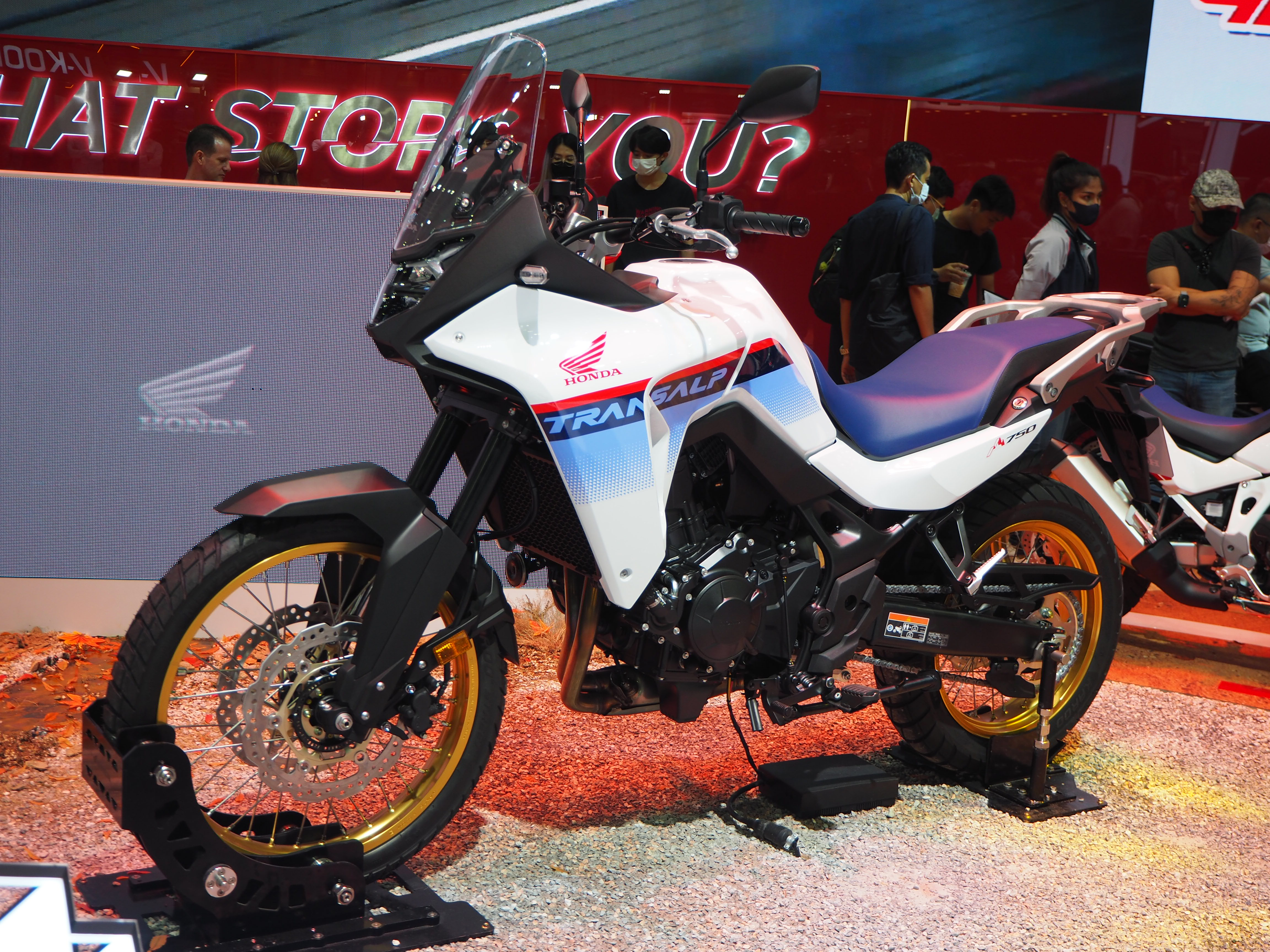
XL750 TRANSALP
RD16型

車名をXL750 TRANSALPとした10年ぶりに復活する形で2022年11月に発表された2023年モデルである。また型式名はRD16、排気量は754ccとされた。

## 諸元
| 車名                   | トランザルプ400V           | トランザルプ600V （XL600V） | XL650V                     | XL700V                     | XL750                      |
| ペットネーム           |                            | TRANSALP                    | TRANSALP                   | TRANSALP                   | TRANSALP                   |
| 型式                   | ND06                       | PD06                        | RD10                       | RD15                       | RD16                       |
| モデルイヤー           | 1992                       | 1987                        | 2000                       | 2008                       | 2023                       |
| 全長（m）              | 2.265                      | 2.265                       | 2.265                      | 2.250                      | 2.325                      |
| 全幅（m）              | 0.875                      | 0.875                       | 0.865                      | 0.905                      | 0.840                      |
| 全高（m）              | 1.310                      | 1.275                       | 1.280                      | 1.305                      | 1.450                      |
| 最低地上高（m）        | 0.195                      | 0.220                       | 0.225                      | 0.177                      | 0.210                      |
| ホイールベース（m）    | 1.510                      | 1.550                       | 1.500                      | 1.515                      | 1.560                      |
| シート高（m）          | 0.880                      | 0.850                       | 0.850                      | 0.841                      | 0.850                      |
| 車両重量（kg）         | 201                        | 197                         | 194                        | 214                        | 208                        |
| 最低回転半径（m）      | 2.6                        | 2.4                         | 2.6                        | 2.6                        | 2.6                        |
| 60㎞/h定地走行燃費     | 33.1km/L                   | 36.0km/L                    |                            |                            | 34.5km/L                   |
| 原動機型式名           | NC25E                      | PD06E                       | RC47E                      | RC52E                      | RD16E                      |
| 冷却・行程             | 水冷4ストローク            | 水冷4ストローク             | 水冷4ストローク            | 水冷4ストローク            | 水冷4ストローク            |
| バルブ数・動弁機構     | 3バルブSOHC                | 3バルブSOHC                 | 3バルブSOHC                | 4バルブSOHC                | 4バルブSOHC                |
| シリンダー配置         | 52°バンク横置V型2気筒      | 52°バンク横置V型2気筒       | 52°バンク横置V型2気筒      | 52°バンク横置V型2気筒      |                            |
| 総排気量               | 398㏄                      | 583㏄                       | 647cc                      | 680㏄                      | 754㏄                      |
| 内径x行程（mm）        | 64.0x62.0                  | 75.0x66.0                   | 79.0x66.0                  | 81.0x66.0                  | 87.0x63.5                  |
| 圧縮比                 | 10.0                       | 9.2                         | 9.0                        | 10.0                       | 11.0                       |
| 燃料供給               | キャブレター               | キャブレター                | キャブレター               | 電子式燃料噴射             | 電子式燃料噴射             |
| 供給装置               | VDF1x2基                   | VDF1x2基                    | CVx2基                     | PGM-FI                     | PGM-FI                     |
| 最高出力               | 37ps/8,500rpm              | 52ps/8,000rpm               | 52ps/7,500rpm              | 60ps（44.1KW） /7,750rpm   | 91ps/9,500rpm              |
| 最大トルク             | 3.5kg-m /6,500rpm          | 5.4kg-m /6,000rpm           | 5.6kg-m /5,500rpm          | 6.1kg-m（60Nm） /5,500rpm  | 7.6kg-m（75Nm） /7,250rpm  |
| 始動方式               | セルフ                     | セルフ                      | セルフ                     | セルフ                     | セルフ                     |
| 点火装置               | CDI                        | CDI                         | フルトランジスタバッテリー | フルトランジスタバッテリー | フルトランジスタバッテリー |
| 潤滑方式               | ウエットサンプ圧送飛沫併用 | ウエットサンプ圧送飛沫併用  | ウエットサンプ圧送飛沫併用 | ウエットサンプ圧送飛沫併用 | ウエットサンプ圧送飛沫併用 |
| 潤滑油容量             | 2.8L                       | 2.8L                        | 2.9L                       | 2.9L                       | 3.9L                       |
| 燃料タンク容量         | 18L                        | 18L                         | 19.6L                      | 17.6L                      | 16L                        |
| クラッチ               | 湿式多板                   | 湿式多板                    | 湿式多板                   | 湿式多板                   | 湿式多板                   |
| 変速方式               | 左足動式リターン           | 左足動式リターン            | 左足動式リターン           | 左足動式リターン           | 左足動式リターン           |
| 変速機                 | 常時噛合5段                | 常時噛合5段                 | 常時噛合5段                | 常時噛合5段                | 常時噛合6段                |
| 1速                    | 3.000                      | 2.571                       | 2.500                      | 2.500                      | 3.000                      |
| 2速                    | 2.055                      | 1.777                       | 1.722                      | 1.722                      | 2.187                      |
| 3速                    | 1.590                      | 1.380                       | 1.333                      | 1.333                      | 1.650                      |
| 4速                    | 1.318                      | 1.125                       | 1.111                      | 1.111                      | 1.320                      |
| 5速                    | 1.130                      | 0.961                       | 0.961                      | 0.961                      | 1.096                      |
| 6速                    |                            |                             |                            |                            | 0.939                      |
| 1次減速比              | 2.058                      | 1.888                       | 1.736                      | 1.762                      | 1.777                      |
| 2次減速比              | 2.866                      | 3.133                       | 3.200                      | 3.133                      | 2.812                      |
| フレーム形式           | セミダブルグレードル       | セミダブルグレードル        | セミダブルグレードル       | セミダブルグレードル       | ダイヤモンド               |
| フロントサスペンション | 正立テレスコピック         | 正立テレスコピック          | 正立テレスコピック         | 正立テレスコピック         | 正立テレスコピック         |
| リヤサスペンション     | プロリンク式スイングアーム | プロリンク式スイングアーム  | プロリンク式スイングアーム | プロリンク式スイングアーム | プロリンク式スイングアーム |
| キャスター             | 28°00′                     | 28°00′                      | 28°04′                     | 28°23′                     | 27° 00′                    |
| トレール（mm）         | 108.0                      | 108.0                       | 120.0                      | 111.0                      | 111.0                      |
| タイヤ（前）           | 90/90-21 54S               | 90/90-21 54S                | 90/90-21 54S               | 100/90R19 57H              | 90/90-21M/C 54H            |
| タイヤ（後）           | 130/80-17 68S              | 130/80-17 68S               | 120/90-17 64S              | 130/80R17 65H              | 150/70R18M/C 70H           |
| 前輪ディスクブレーキ   | 油圧式シングル             | 油圧式シングル              | 油圧式ダブル               | 油圧式ダブル               | 油圧式ダブル               |
| 後輪ディスクブレーキ   | 油圧式シングル             | 機械式ドラム                | 油圧式シングル             | 油圧式シングル             | 油圧式シングル             |
| 備考                   | 日本専売モデル             | 日本は300台限定             | 海外専売モデル             | 海外専売モデル             |                            |
| ---------------------- | -------------------------- | --------------------------- | -------------------------- | -------------------------- | -------------------------- |

## 評価
ヨーロッパ地域では評価が高く、約25年間に渡りモデルチェンジをくりかえして販売が続けられたロングセラーモデルである。
そうした高い評価を反映して、本モデルを警察用車両（白バイ）として導入している国家も複数あり（下のギャラリーで写真掲示）、劇用車として使用された例も存在する。
トランザルプは、ヨーロッパ周回ツーリング、ユーラシア大陸横断、北米南米大陸縦断、世界一周などといった壮大なアドベンチャー・ツーリングに出かけたり、出かけることを夢見るライダーたちからは特に愛されたモデルであり、（あいにく新車の販売はすでに終了してしまったが）欧米では2020年時点でも根強いファンが多数おり、トランザルプを（中古などで）入手し、大型のサイドケースやリアケースなどを増設し、ヘッドライトまわりだけは（2000年代の技術を利用し）LEDバルブなどにモディファイするなどして、ヨーロッパ周回、大陸横断・縦断、世界一周などのロング・アドベンチャー・ツーリングに出るということが現在（2020年時点）も行われ続けている。
- ギリシャのXL650V TRANSALP 警察用モデル
- 北アイルランドの警察用モデル
- 大陸横断、縦断などの、長距離のアドベンチャーツーリングに出かけるライダーたちは、大型のサイドケース、リアケース、タンクバッグなどを増設し、テントなどのキャンプ道具も積みこみ、宿の無い地域や荒野でも自由に移動してゆく、ということが一般的。[要出典]

一方で、日本国内では、600が300台、400が4,000台ほどの登録台数と非常に少なく販売期間も600が一度だけの限定、400も4年間ほどと短い。この背景には、当時の日本ではデュアルパーパスモデルをベースにした未舗装路走破性と高速巡航を両立させたツーリングマシンというコンセプトが理解できなかったということ、そうしたアドベンチャー・ロング・ツーリングを楽しむというライフスタイルに、昭和期や平成前期の日本人は目覚めていなかった、ということがある。（また荒地でも走行しバイクが時々横転すれば起こす作業も当然する、ということを考えると、当時の日本人の体格ではトランザルプは、やや大きすぎ、重過ぎだった、という現実もある。）
（その後、日本人の身長も伸び、脚も長くなり、海外経験をして視野も開け欧米風のライフスタイルを身につけた若者も増えてきているわけであり）近年では日本でもデュアルパーパスの良さは理解されるようになってきており、本田技研工業では、2010年代になりロードスポーツモデルをベースにオフでの走破性も考慮したクロスオーバーコンセプト を掲げるアドベンチャータイプを発表していた。